# 勒拉芒坦
勒拉芒坦（法語：Le Lamentin，法語發音：[lə lamɑ̃tɛ̃]）是法国海外省马提尼克的一个市镇，属于法兰西堡区。

## 地理
勒拉芒坦（14°36'55"N, 61°0'7"W）面积62.32 平方千米，位于法国海外省马提尼克。
与勒拉芒坦接壤的市镇（或旧市镇、城区）包括：迪科、法兰西堡、勒弗朗索瓦、格罗莫讷、勒罗贝尔、圣约瑟夫。
勒拉芒坦的时区为UTC−04:00（大西洋时区）。

## 行政
勒拉芒坦的邮政编码为97232，INSEE市镇编码为97213。

## 政治
勒拉芒坦的现任市长为达维德·佐布达（David Zobda）先生，任期为2020-2026年。

## 人口

1962-2008年间勒拉芒坦人口变化图示

勒拉芒坦于2022年1月1日时的人口数量为39346人。